# Malachov kurgan
Malachov kurgan (Малахов курган) è un film del 1944 diretto da Iosif Efimovič Chejfic e Aleksandr Grigor'evič Zarchi.